# 10º Gruppo
Il 10º Gruppo Caccia Intercettori è un Gruppo di volo che fa parte del 36º Stormo dell'Aeronautica Militare, la cui missione operativa è la difesa aerea dell'area di interesse nazionale e NATO, concorrendo al controllo, sin dal tempo di pace, dello spazio aereo relativo e, in concorso con le altre Forze Armate, partecipare alla difesa della nazione e delle acque nazionali, a salvaguardia da eventuali attacchi aerei, navali e terrestri. È intitolato all'asso Francesco Baracca.

## Storia

### Prima guerra mondiale
Il X Gruppo Squadriglie viene costituito il 10 aprile 1917 in zona di guerra a Pasian di Prato (UD) ai comandi del Maggiore Pier Ruggero Piccio con la 33ª Squadriglia, 70ª Squadriglia Caccia, 78ª Squadriglia Caccia, 79ª Squadriglia Caccia e 82ª Squadriglia ed è a disposizione del Comando supremo militare italiano.
Il 1º maggio si aggiunge la 91ª Squadriglia aeroplani da caccia e cede la 79^ e subito dopo si scioglie la 33^ ed arriva la 111ª Squadriglia SAML.
A luglio arriva la 114ª Squadriglia SAML e cede la 111^ ed a metà settembre cede la 114^ ricevendo la 132ª Squadriglia.
Il 25 ottobre cede la 132^ e rimane solo con la caccia.
Durante la ritirata di Caporetto, il X Gruppo risulta così composto: 70ª, 78ª, 82ª e 91ª Squadriglia e poi passa al comando del Magg. Gino Matteucci.
All'inizio del 1918 il suo Comando è al Campo di aviazione di San Pietro in Gu e riceve l'87ª Squadriglia aeroplani di Ghedi.
A fine marzo si sposta all'Aeroporto di Istrana e supporta anche la 5ª Sezione Difesa di Padova.
In primavera il Comando di Gruppo su sposta al Campo di aviazione di Gazzo dove ci sono la 70^ e la 82^.
Il 23 settembre 1918 il X Gruppo cede la 91ª Squadriglia al XVII Gruppo.
Terminate le ostilità, il X Gruppo, in dicembre il comando passa al Magg. Ercole Ercole e viene sciolto il 10 dicembre 1918. Avendo avuto molte Squadriglie in carico, il X Gruppo annoverava anche una vasta scelta di velivoli: Nieuport 17, SPAD S.VII, SAML, Hanriot HD.1.

### La ricostituzione e guerra civile spagnola

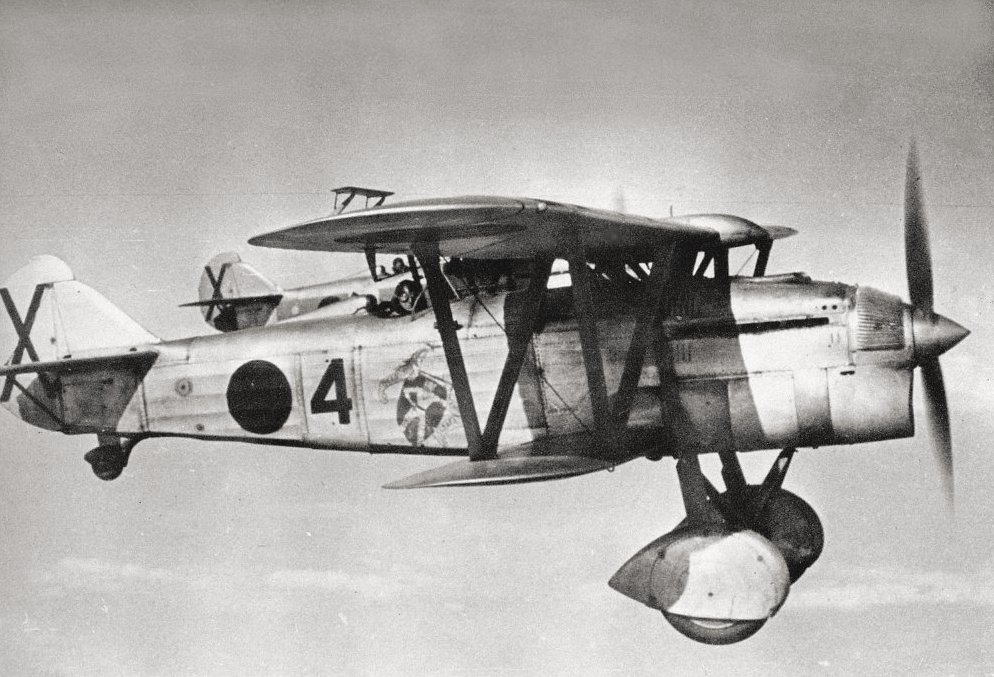
Una coppia di Fiat C.R.32 del X Gruppo "Baleari".

Il X Gruppo venne ricostituito il 1º giugno 1931 sull'Aeroporto di Udine-Campoformido con la 84ª Squadriglia, 90ª Squadriglia e 91ª Squadriglia, insieme al IX Gruppo andarono a formare il neocostituito 4º Stormo Caccia. A quel tempo sia il IX (poi 9º Gruppo Caccia) che il X erano dotati di velivoli Fiat C.R.20. Nel settembre dello stesso anno il X insieme al IX Gruppo vennero trasferiti sull'Aeroporto di Gorizia, portando così la sede del 4º Stormo nella città isontina. Qui il 4º Stormo trova nuova linfa e motivazione distinguendosi subito il esercitazioni tattiche e alta acrobazia. Nella nuova sede di Gorizia il X Gruppo riceve i nuovi Fiat C.R.Asso. 
Dal 15 novembre 1933 il Gruppo è comandato dal Maggiore Antonio Amantea fino al 1º maggio 1935. 
Nel 1933 il Comando del 4º Stormo è assunto da Amedeo di Savoia-Aosta (1898-1942) Duca d'Aosta, in questo anno il X Gruppo riceve i nuovi Fiat C.R.30. Due anni più tardi riceve i nuovi Fiat C.R.32.
Il 10 luglio 1937 la Squadriglia caccia dell'Aeroporto di Palma di Maiorca venne trasformata nel X Gruppo caccia terrestre.
Nel gennaio 1938 è Palma di Maiorca con 18 CR 32 come X Grupo de Caza nell'Aviazione Legionaria con la 101ª Squadriglia e 102ª Squadriglia.
Nel 1939 il X Gruppo fa la conversione sul Fiat C.R.42.

### Nella Seconda Guerra Mondiale
Allo scoppio del secondo conflitto, il 10 giugno 1940, il X Gruppo si trasferisce dall'Aeroporto di Benina sul campo T2 dell'Aeroporto di Tobruk con la 84ª, 90ª e 91ª Squadriglia con 9 CR 42 ognuna al comando del Ten. Col. Armando Pieragino nell'Aeronautica della Libia - Est. Il 12 luglio verrà seguito dal IX Gruppo. 
Il 4 gennaio 1941, nel corso della Battaglia di Bardia, che si combatte in Libia tra il 2 e il 5 gennaio, una formazione di 3 CR.42 della 91ª Squadriglia che era inquadrata nel X Gruppo C.T. guidata dal Comandante di Gruppo maggiore Carlo Romagnoli (pilota), decollata per scortare una formazione di bombardieri Savoia-Marchetti S.M.79, affronta un numero imprecisato di Hawker Hurricane. I piloti dichiarano il sicuro abbattimento di 2 Hurricane a fronte di un CR.42 che non farà rientro alla base.
Nel gennaio 1941 il X Gruppo rientra a Gorizia e qui inizia la conversione sul Macchi M.C.200 i cui primi esemplari arriveranno il 31 gennaio 1941. Mentre il 4º Stormo con il IX Gruppo inizia il 6 aprile 1941 le operazioni per l'Invasione della Jugoslavia, il X Gruppo resta in quel dell'Aeroporto di Trieste-Ronchi dei Legionari in allarme ed a proseguire l'addestramento su 23 Macchi M.C. 200. Terminate le operazioni Jugoslave, il X Gruppo partiva il 15 giugno 1941 alla volta della Sicilia e precisamente sull'Aeroporto di Catania-Fontanarossa per iniziare le operazioni contro l'isola di Malta diventando Gruppo Autonomo alle dipendenze del Comando Aeronautica della Sicilia. Il 4 settembre 1941 perde la vita in un combattimento aereo il Ten. Col. Romagnoli, Comandante del X Gruppo che viene sostituito dal Maggiore Edoardo Travaglini. 
Il 27 settembre prende parte all'Operazione Halberd spostando 14 M.C.200 all'Aeroporto di Trapani-Milo. Tra i piloti comandati da Travaglini vi erano anche il Cap. Franco Lucchini, il S.Ten. Luigi Giannella ed il Serg. Amleto Monterumici.
Il 6 ottobre il X Gruppo raggiunge l'Aeroporto di Comiso insieme al IX Gruppo, questo dopo aver perso in combattimento
ben 11 piloti, tra caduti e prigionieri. La partenza del IX Gruppo il 23 novembre 1941 per l'Africa lascia il X Gruppo solo sull'aeroporto di Comiso.
Nel gennaio 1942, terminate le operazioni in Africa e Malta, il X Gruppo è a Campoformido a completare la conversione sul Macchi M.C.202.
Il 15 aprile il X Gruppo è di nuovo in Sicilia alla Base aerea di Sciacca, per le operazioni contro Malta che ripresero violentissime per l'ostinazione degli alti Comandi che pretendevano la neutralizzazione delle difese alleate esclusivamente con l'arma aerea.
Il 15 maggio 1942 il X Gruppo dovette partire per il nord Africa insieme al IX a sostegno dell'offensiva italo-tedesca. Da Tripoli i combattimenti si fecero più cruenti nell'area di El Alamein, qui il 4º Stormo si trasferì con i suoi due Gruppi a Fuka (Aeroporto militare di Sidi Haneish).
I suoi M.C.202 partecipano all'offensiva dell'Asse del 26 maggio 1942 quando prima dell'alba, 9 Fiat C.R.42 eseguono un attacco contro l'Aeroporto militare di Gambut che viene subito dopo colpito da 59 M.C.202: risultano colpiti 24 caccia avversari in fase di decollo.
Il 3 luglio 1942 cadeva, nei pressi di El Alamein, il Maggiore Maddalena, Comandante del X Gruppo. Lo Stormo arrivò a novembre decimato sia di aerei che di piloti. Da Fuka lo Stormo si trasferì all'Aeroporto di Martuba per essere riequipaggiato con dei nuovi M.C.202. Nel dicembre 1942 il X rientra dall'Africa per Campoformido per un periodo di riposo. Il 19 marzo 1943 il X partiva per l'Aeroporto di Bresso per svolgere servizio d'allarme a protezione della zona industriale di Milano. Nelle settimane successive la situazione fu molto confusa con i Gruppi e le Squadriglie distribuiti su vari aeroporti, tra i quali Furbara, Cerveteri, Capua. Nel periodo che va dal 20 al 25 giugno 1943 il X Gruppo viene mandato in Sicilia, nella zona di Catania, a contrastare lo sbarco alleato. In quei giorni cadono molti piloti: Libera, Lucchini, Ferruli, Fratini. Nella notte del 13/14 luglio 1943, il 4º Stormo si ritira sulle piste
della Calabria per fuggire dagli alleati.

### Nella Guerra di Liberazione
L'8 settembre il X Gruppo del 4º Stormo Caccia Terrestre si trovò a Castrovillari con la 84ª (3 M.C.205), 90ª (3 M.C.205) e 91ª Squadriglia (2 M.C.205) e qui ricevette l'ordine di trasferirsi all'Aeroporto di Gioia del Colle dove era già rischierato il 4º Stormo con il IX Gruppo. Il 9 settembre il X Gruppo effettuò la sua prima missione a protezione delle truppe alleate a Taranto. Il X Gruppo il 10 settembre si rischierò con tutto il 4º Stormo all'Aeroporto di Lecce-Galatina. Il 22 settembre il X venne comandato di trasferirsi sull'Aeroporto di Brindisi-Casale. Il 12 ottobre fece ritorno a Lecce per far parte del nuovo Raggruppamento Caccia. Il 16 ottobre il 4º Stormo fece la sua prima missione congiunta con gli alleati: una scorta a dei P-38. Il 15 gennaio 1944 il X Gruppo si trasferì a Palata (CB) e così passò alle dipendenze della Balkan Air Force. Da questa base il X compiva missioni in territorio jugoslavo e lungo le sue coste. Il 22 gennaio 1944 otto velivoli Macchi C.205 decollati dalla base aerea di Palata effettuano una ricognizione offensiva sulla zona di Ston – Ploca – Canale di Lagosta in Jugoslavia. Il 15 aprile si trasferisce a Nuova nei pressi di Termoli.
Nel giugno 1944 il 4º Stormo viene trasferito sull'aeroporto di Campo Vesuvio vicino ad Ottaviano per sostituire i Macchi M.C.205 con i Bell P-39 Airacobra. Il cambio con gli aerei americani non fu dei più felici essendo stato funestato da gravi perdite nei primi mesi di attività.
Nel settembre 1944 il X Gruppo era già a Leverano ma si trasferì a Galatina poco dopo per impraticabilità del campo. Con il P-39 ripresero le azioni sulla penisola balcanica contro treni, colonne autoveicolari e naviglio nemico in ritirata. Con le truppe tedesche in ritirata il X Gruppo si vide costretto ad u nuovo trasferimento sull'aeroporto di Canne. Il trasferimento fu necessario per permettere gli aerei di raggiungere l'isola di Vis o Lissa (isola), essere riforniti e riprendere l'azione verso il nord della Jugoslavia.
Il 1º maggio 1945 con un ricognizione armata terminavano le operazioni belliche del gruppo.

### Il secondo dopoguerra
Il 10 ottobre 1945 ritorna a far parte del X Gruppo la 91ª Squadriglia che era stata ceduta al XII Gruppo (12º Gruppo caccia) il 1º gennaio del 1944.
Il 12 dicembre 1945 ha luogo a Lecce la prima manifestazione aerea del dopoguerra, e vi partecipava il 4º Stormo con 7 P-39 del
IX e 4 del 10º Gruppo.
Nella primavera 1946, il X Gruppo viene rischierato sull'aeroporto di Capodichino, a metà anno verranno radiati i P-39 e acquisiti i Lockheed P-38 Lightning, e nel 1948, radiati i P-38, vengono acquisiti i North American P-51 Mustang.
Nei primi mesi del 1951 vengono acquisiti i de Havilland DH.100 Vampire.
Dal giugno 1953 all'agosto 1955 il gruppo è stato comandato da Alessandro Mettimanno, futuro Capo di stato maggiore dell'Aeronautica Militare.
Il 1º agosto 1953, con la ricostituzione del XII gruppo il X Gruppo cede la 90ª Squadriglia.
Il 4º Stormo diventa Aerobrigata il 1º novembre 1954, e il X Gruppo acquisisce due nuove Squadriglie: l'84^ e l'85ª Squadriglia.
La 4ª Aerobrigata il 16 giugno 1956 si trasferisce all'Aeroporto di Pratica di Mare e inizia la transizione sul North American F-86E Sabre.
Il 7 dicembre 1961 il X Gruppo pur restando sotto la 4^AeroBrigata si trasferisce sull'Aeroporto di Grazzanise con gli F-86E.
Nel marzo 1964 iniziano ad arrivare per il X Gruppo i primi F-104G. Nel corso del mese di aprile i primi piloti del X iniziano a volarci e ad agosto il X Gruppo dopo la conversione sull'F104 lascia definitivamente Grosseto per Grazzanise.

#### Nel 9º Stormo
27 settembre 1967, la 4ª Aerobrigata cessa di esistere e viene ricostituito il 4º Stormo, ma nella stessa data il X Gruppo non dipende più dal 4° ma viene fondato il 9º Stormo che da ora in poi lo incorporerà. Nel 1969 assume le insegne del Cavallino rampante.
Il 5 febbraio 1973 arriva al X Gruppo il primo esemplare di Aeritalia F-104S, la mm6808.
Il 31 ottobre 2004 arriva l'ordine di cessare il servizio armato con l'F-104S, con il X Gruppo che fu l'ultimo Gruppo operativo da combattimento a radiarlo. In totale il X Gruppo ha perso in tutti questi anni dieci macchine.

#### Nel 37° e nel 36º Stormo
Il 28 marzo 2006 il X Gruppo entra a far parte del 37º Stormo, insieme a cui opera già dal 2004 dall'Aeroporto di Trapani-Birgi sull'F-16.
Dopo la radiazione dell'F-16, il 1º luglio 2010 il X Gruppo lascia il 37° ed entra a far parte del 36º Stormo a Gioia del Colle e inizia la sua conversione sull'EF-2000 Typhoon.
Partecipa, nel 2011, all'Operazione Unified Protector. Fornisce il dispositivo di sorveglianza aerea in occasione di Grandi Eventi.